# Dyschirius digitatus
Dyschirius digitatus – gatunek chrząszcza z rodziny biegaczowatych i podrodziny grzebielników.

## Taksonomia
Gatunek ten opisany został po raz pierwszy w 1825 roku przez Pierre’a F.M.A. Dejeana pod nazwą Clivina digitata.

## Morfologia
Chrząszcz o mocno wydłużonym ciele długości od 3,5 do 4,6 mm. Powierzchnię oskórka cechuje silny, lustrzany połysk i brak mikrorzeźby. Ubarwienie jest najczęściej metalicznie ciemnobrązowe, rzadziej czarne, fioletowe, niebieskie lub zielone. Czułki mają czerwonobrązową podstawę i przyciemniony szczyt, rzadziej przyciemnione są już od członu drugiego lub całkiem przyciemnienia pozbawione. Nadustek odznacza się obecnością wyraźnego zęba pośrodku przedniej krawędzi. Głaszczki są przyciemnione. Pokrywy mają po jednym chetoporze (punkcie szczecinkowym) przypodstawowym, po trzy (rzadziej po cztery) chetopory dyskalne i po jednym (rzadziej po dwóch) chetoporze przedwierzchołkowym, natomiast nie mają chetoporów zabarkowych. Skrzydła tylnej pary są w pełni wykształcone. Szereg chetoporów w bocznych bruzdach pokryw jest rozlegle pośrodku przerwany. Odnóża są zwykle czerowonobrązowe, rzadziej całe ciemne. Grzebne odnóża pierwszej pary mają silnie zakrzywioną ostrogę goleni.

## Ekologia i występowanie
Owad rozmieszczony od nizin po pogórza. Zasiedla pobrzeża wód na stanowiskach słonecznych do częściowo zacienionych, o podłożu piaszczysto-ilastym, gliniastym lub żwirowatym. Żyje w wykopanych w glebie norkach. Poluje na drobne bezkręgowce.
Gatunek palearktyczny, europejski, rozmieszczony głównie w rejonie Alp Wschodnich, Sudetów i Karpat. Podawany z Niemiec, Austrii, Włoch, Polski, Czech, Słowacji, Węgier, Ukrainy, Mołdawii, Rumunii i Serbii.
W Polsce osiąga północną granicę zasięgu i obecny jest głównie na pogórzach oraz na środkowym wschodzie kraju. W Bohemii jest rzadki i lokalny, częstszy na Morawach. Na „Czerwonej liście gatunków zagrożonych Republiki Czeskiej” umieszczony jest jako gatunek bliski zagrożenia (NT). Na Słowacji miejscami jest pospolity.